# Лисикл (IV век до н. э.)
Лисикл (др.-греч. Λυσικλῆς) — афинский военачальник IV века до н. э.

## Биография
Согласно Диодору Сицилийскому, Лисикл был одним из командиров афинян, занимавших левый фланг объединённого греческого войска в битве при Херонее, произошедшей в 338 году до н. э. Противостоящее афинянам правое крыло македонской армии возглавлял царь Филипп. По утверждению Утченко С. Л., именно Лисикл после притворного отступления македонян призвал преследовать отступавшего противника вплоть до самой Македонии.
После поражения греков Лисикл был приговорен соотечественниками к смерти по обвинению, озвученному оратором Ликургом. Упоминание об этой речи также содержится в сочинении Гарпократиона. По замечанию К. Белоха, против такого умелого оратора и беспощадного фанатика Лисикл совладать не мог. Как предположила Кудрявцева Т. В., Лисикл был обвинён непосредственно в измене. По мнению Д. Робертса, иск против Лисикла выдвинул его коллега по командованию — Харес.